# جوان‌وه
جوان‌وه یکی از فرماندهان نظامی ایرانی در زمان حکومت شاهنشاه خسرو پرویز ساسانی (حک. ۵۹۰–۶۲۸) بود. او در جنگ ۶۰۲ تا ۶۲۸ ایران و روم نقش داشت.